# Muralha da China
Grande Muralha da China é uma série de fortificações feitas de pedra, tijolo, terra compactada, madeira e outros materiais, geralmente construída ao longo de uma linha leste-oeste através das fronteiras históricas do norte da China para proteger os Estados e impérios chineses contra as invasões dos vários grupos nômades das estepes da Eurásia, principalmente os mongóis. Várias muralhas estavam sendo construídas já no século VII a.C., que mais tarde foram unidas e tornadas maiores e mais fortes, no que agora é referido como a Grande Muralha. Especialmente famosa é a muralha construída entre 220 e 206 a.C. por Qin Shi Huang, o primeiro Imperador da China. Pouco desta muralha permanece nos dias atuais. Desde então, a Grande Muralha foi reconstruída, mantida e melhorada; a maior parte do trecho existente é da dinastia Ming (1368-1644).
Outras finalidades da Grande Muralha incluíram controles de fronteira, permitindo a imposição de direitos sobre mercadorias transportadas ao longo da Rota da Seda, a regulação ou o encorajamento do comércio e do controle da imigração e da emigração. Além disso, as características defensivas da Grande Muralha foram reforçadas pela construção de torres de vigia (almenara), quartéis de tropas, estações de guarnição, capacidade de sinalização por meio de fumaça ou fogo e o fato de que o caminho da Grande Muralha também servia como um corredor de transporte.
A Grande Muralha estende-se de Dandong, no leste, ao Lago Lop, a oeste, ao longo de um arco que delineia grosseiramente a borda sul da Mongólia Interior. Um abrangente levantamento arqueológico, usando tecnologias avançadas, concluiu que as muralhas da dinastia Ming tem um total de 8.850 quilômetros de extensão. Esta é composta por 6.259 km de seções da muralha em si, 359 km de trincheiras e 2.232 km de barreiras defensivas naturais, como montanhas e rios. Outra pesquisa arqueológica descobriu que toda a muralha, com todos os seus ramos, mede 21.196 km. Essa extensão total considera estruturas históricas que não existem mais.

## História

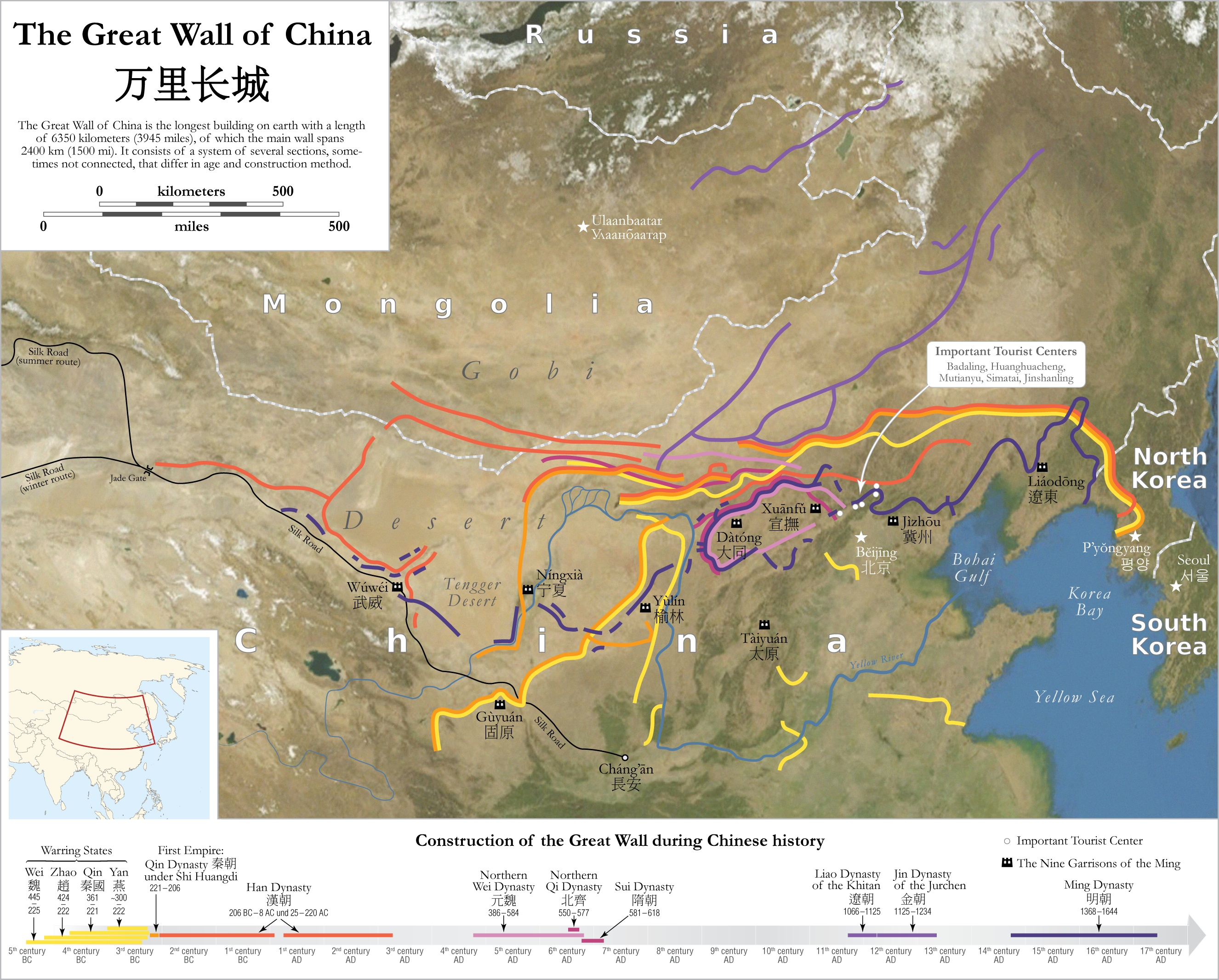
Mapa de todas as muralhas construídas durante a história

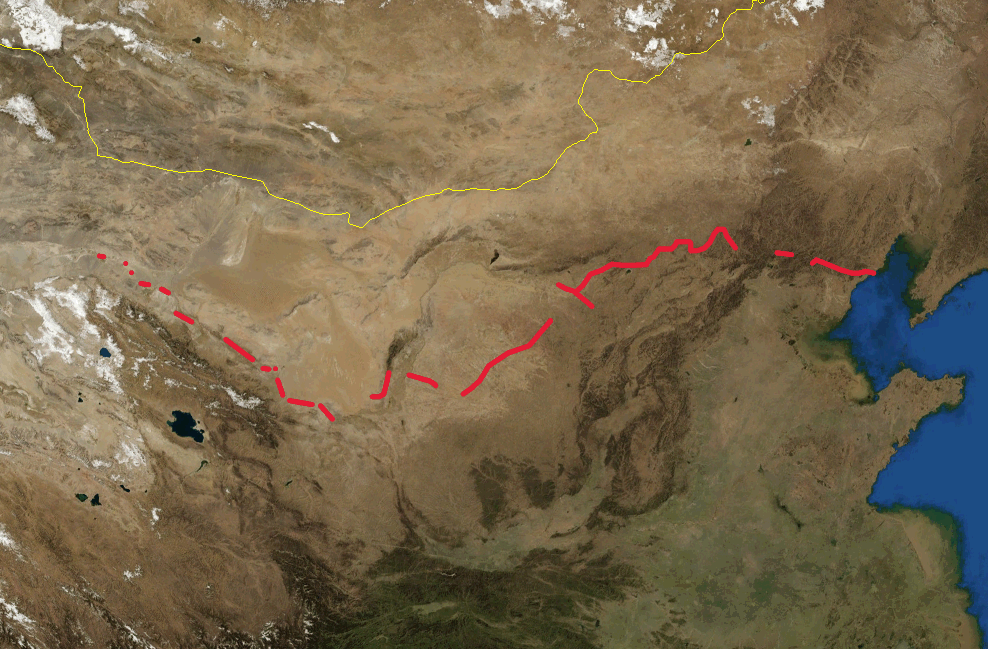
Mapa de localização atual dos trechos da muralha

Durante muito tempo pensou-se que a Grande Muralha fora construída para proteger o Império Chinês contra a ameaça de invasão por tribos vizinhas. Na verdade, porém, o Império Qin não corria qualquer perigo em relação às tribos do norte quando a muralha começou a ser construída.

Apenas os Hsiung-nu se haviam fixado significativamente no território chinês, e mesmo estes pouco resistiram quando o exército de Meng T’ien os expulsou da região de Ordos. A muralha seria uma defesa contra ataques futuros, mas o custo em vidas humanas parece excessivo para uma estrutura que não era uma necessidade imediata.
A ideia da muralha pode ter nascido da obsessão de Shi Huang Di pela segurança e da sua paixão por grandes projetos. Porém, pode ter havido razões mais pragmáticas: a muralha seria um local conveniente para onde enviar os desordeiros e fazê-los trabalhar. A construção da muralha também dava emprego aos milhares de soldados sem trabalho, depois que a formação do império pôs fim à guerra entre os estados. Além disso, logo que a muralha ficasse terminada, teriam de ser colocados soldados em toda a sua extensão, assegurando-se assim que grande parte do exército seria mantida bem longe da capital. As primeiras construções surgiram antes da unificação do império, em 221 a.C. Ao unir sete reinos em um país, o imperador Qin Shihuang (259-210 a.C. - Dinastia Chin) começou a unificar a muralha, aproveitando as inúmeras fortificações construídas por reinos atuais. Com aproximadamente três mil quilômetros de extensão à época, foi ampliada nas dinastias seguintes.
Com a morte do imperador Qin Shihuang, iniciou-se na China um período de agitações políticas e de revoltas, durante o qual os trabalhos na Grande Muralha ficaram paralisados. Com a ascensão da Dinastia Han ao poder, por volta de 206 a.C., reiniciou-se o crescimento chinês e os trabalhos na muralha foram retomados ao longo dos séculos até o seu esplendor na Dinastia Ming, por volta do século XV, quando adquiriu os atuais aspectos e uma extensão de cerca de sete mil quilômetros. Acredita-se que os trabalhos na muralha ocuparam a mão de obra de cerca de um milhão de operários (até 80% teriam perecido durante a sua construção, por causa da má alimentação e do frio), entre soldados, camponeses e prisioneiros.
A magnitude da obra, entretanto, não impediu as incursões de mongóis, xiambeis e outros povos, que ameaçaram o império chinês ao longo de sua história. Por volta do século XVI perdeu a sua função estratégica, vindo a ser abandonada a partir de 1664, com a expansão chinesa na direção norte na Dinastia Qing. No século XX, na década de 1980, Deng Xiaoping deu prioridade à Grande Muralha como símbolo da China, estimulando uma grande campanha de restauração de diversos trechos. Porém, a requalificação do monumento como atração turística sem normas para a sua utilização adequada, aliada à falta de critérios técnicos para a restauração de alguns trechos (como o próximo a Jiayuguan, no Oeste do país, onde foi empregado cimento moderno sobre uma estrutura de pedra argamassada, que levou ao desabamento de uma torre de seiscentos e trinta anos), geraram várias críticas por parte dos preservacionistas, que estimam que cerca de dois terços do total do monumento estejam em ruínas.

## Características

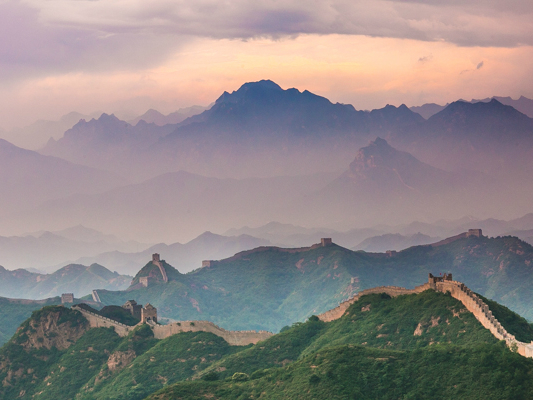
Trecho da muralha em Hebei.

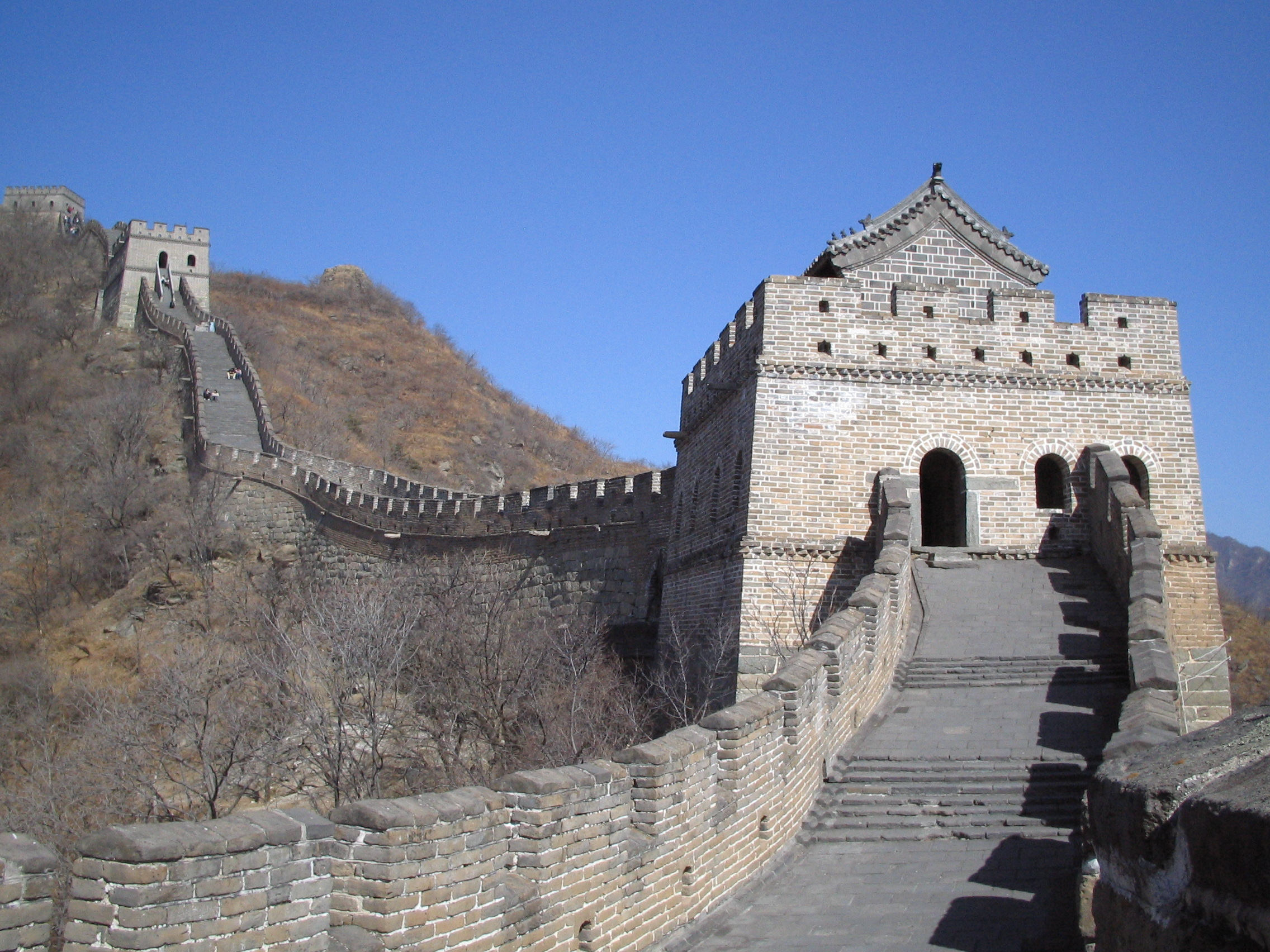
Torres da muralha perto de Pequim.

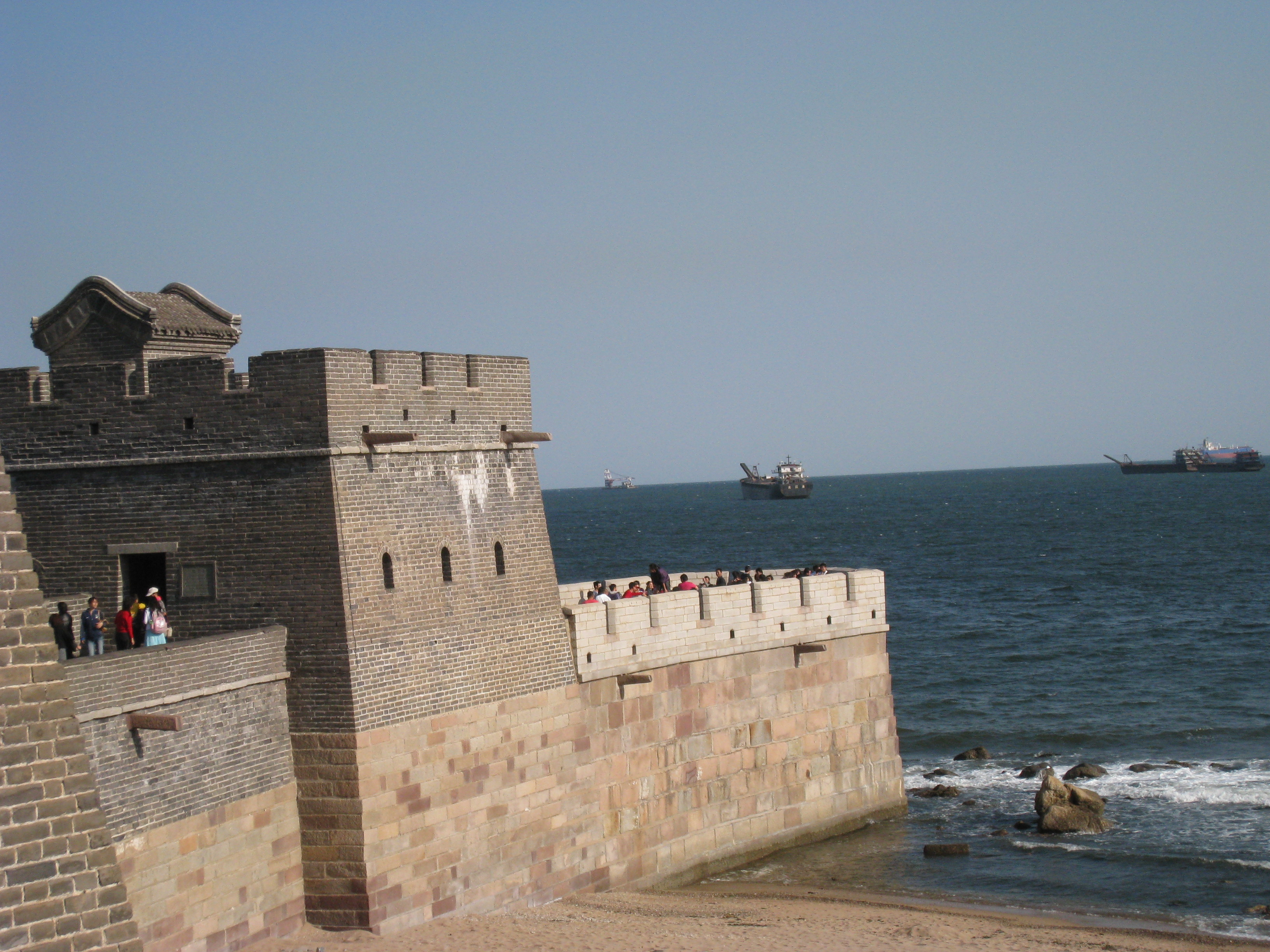
Final da muralha no Mar de Bohai.

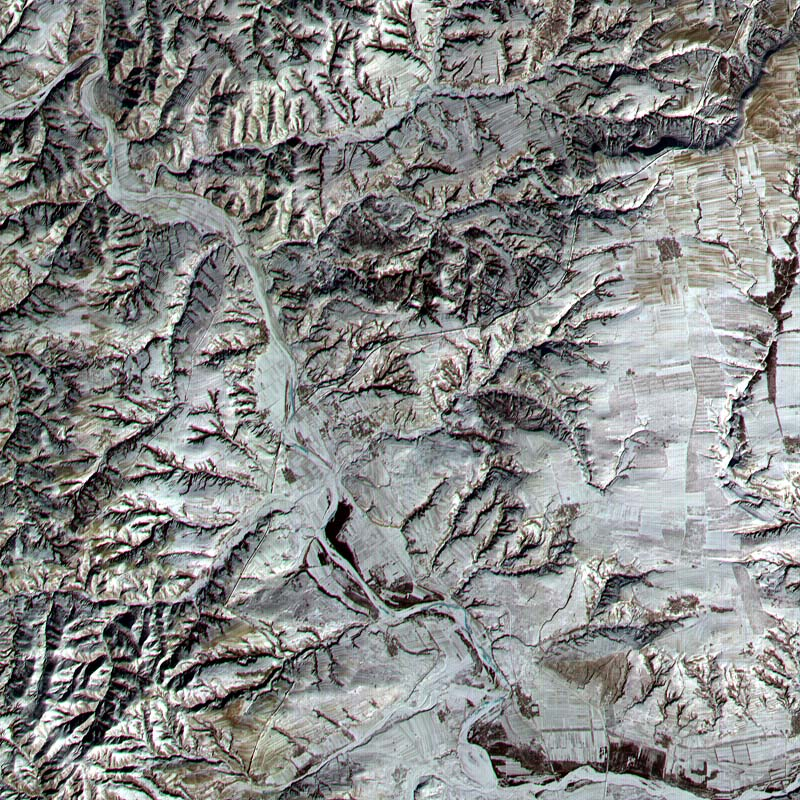
Imagem de satélite de um trecho da muralha.

### Extensão
Estende-se desde o passo de Jiayuguan (província de Gansu), lado oeste, até a foz do rio Yalujiang (província de Liaoning), lado leste. Atravessa o Deserto de Gobi, quatro províncias (Hebei, Shanxi, Shaanxi e Gansu) e duas regiões autônomas (Mongólia e Ningxia).
Em 2012 foi anunciado que a Muralha da China mede 21196 quilômetros na totalidade e aproximadamente 7 metros de altura. Esta medida contempla todas as paredes que foram alguma vez construídas, mesmo as que já não existem.

### Estrutura
Por não se tratar de uma estrutura única, as características da Grande Muralha variam de acordo com a região em que os diferentes trechos estão construídos. Devido a diferenças de materiais, condições de relevo, projetos e técnicas de construção, e mesmo da situação militar vivida por cada dinastia, os trechos da muralha apresentam variações. Perto de Pequim, por exemplo, os muros foram construídos com blocos de pedras de calcário; em outras regiões, podem ser encontrados o granito ou tijolos no aparelho das muralhas; nas regiões mais ocidentais, de desertos, onde os materiais são mais escassos, os muros foram construídos com vários elementos, entre os quais faxina (galhos de plantas enfeixados). Em geral os muros apresentam uma largura média de sete metros na base e de seis metros no topo, alçando-se a uma altura média de sete metros e meio. Segundo anunciaram cientistas chineses em abril de 2009, o comprimento total da muralha é de 8.850 km.
Além dos muros, em posição dominante sobre os terrenos, a muralha compreende ainda elementos como portas, torres de vigilância e fortes. As torres, cujo número é estimado por alguns autores em cerca de quarenta mil, permitiam observar a aproximação e a movimentação do inimigo. As sentinelas que as guarneciam serviam-se de um sistema de comunicações que empregava bandeiras coloridas, sinais de fumo e fogos. De planta quadrada, atingiam até dez metros de altura, divididas internamente. No pavimento inferior podiam ser encontrados alojamentos para os soldados, estábulos para os animais e depósitos de armas e suprimentos. Durante a Dinastia Ming, um sinal de fumaça junto com um tiro significava a aproximação de cem inimigos, dois sinais de fumaça acompanhados de dois tiros eram o alerta para quinhentos inimigos, e três sinais de fumaça com três tiros para mais de mil inimigos [carece de fontes?].
Os fortes guarneciam posições estratégicas, como passos entre as montanhas. Eram dotados de escadas para a infantaria e de rampas para a cavalaria, funcionando como bases de operação. Eram dominados por uma torre de planta quadrada, que se elevava a até doze metros de altura, e defendidos por grandes portões de madeira.

### Principais Portas
Dentre suas passagens mais importantes (關口 simplificado: 关口) destacam-se:
- Porta Shanhai (山海關)
- Porta Juyong (居庸關)
- Porta Niángzi (娘子關)

## Patrimônio Mundial
A Muralha da China após um concurso informal internacional em 2007, foi considerada uma das sete maravilhas do mundo moderno. Em 1986, a China a inscreveu na Lista de Património Mundial da UNESCO, além da Muralha, os Palácios Imperiais das Dinastias Ming e Qing em Pequim e Shenyang, o Sítio do Homem de Pequim em Zhoukoudian, as Grutas de Mogao em Dunhuang, o Exército de Terracota e o Monte Tai. Estas indicações foram formalmente aceitas pelo Comité do Património Mundial em 1987.